# Comuna de Drobin
Drobin (polaco: Gmina Drobin) é uma gminy (comuna) na Polónia, na voivodia de Mazóvia e no condado de Płocki. A sede do condado é a cidade de Drobin.
De acordo com os censos de 2004, a comuna tem 8614 habitantes, com uma densidade 60,2 hab/km².

## Área
Estende-se por uma área de 143,19 km², incluindo:
- área agricola: 89%
- área florestal: 5%

## Demografia
Dados de 30 de Junho 2004:
|                      | Total   | Total | Mulheres | Mulheres | Homens  | Homens |
| -------------------- | ------- | ----- | -------- | -------- | ------- | ------ |
|                      | pessoas | %     | pessoas  | %        | pessoas | %      |
| População            | 8614    | 100   | 4361     | 50,6     | 4253    | 49,4   |
| Densidade (pop./km²) | 60,2    | 100   | 30,5     | 30,5     | 29,7    | 29,7   |

De acordo com dados de 2002, o rendimento médio per capita ascendia a 1309,01 zł.

## Subdivisões
- Biskupice, Łęg Kościelny, Łęg Probostwo, Maliszewko, Małachowo, Mogielnica, Mogielnica-Kolonia, Nagórki Dobrskie, Nagórki-Olszyny, Niemczewo, Nowa Wieś, Psary, Rogotwórsk, Setropie, Siemienie, Siemki, Sokolniki, Stanisławowo, Świerczynek, Świerczyn, Świerczyn-Bęchy, Tupadły, Warszewka, Wilkęsy, Wrogocin, Borowo, Brelki, Brzechowo, Budkowo, Chudzynek, Chudzyno, Cieszewko, Cieszewo, Cieśle, Dobrosielice Pierwsze, Dobrosielice Drugie, Dziewanowo, Karsy, Kłaki, Kostery, Kowalewo, Kozłówko, Kozłowo, Krajkowo, Kuchary.

## Comunas vizinhas
- Bielsk, Raciąż, Staroźreby, Zawidz